# Metropolitano de Chicago
O Metrô de Chicago, conhecido popularmente como "L" (abreviatura de elevado), é o sistema de metropolitano da cidade de Chicago nos EUA e alguns de seus  subúrbios circundante. É operado pela CTA Chicago Transit Authority (Autoridade de Trânsito de Chicago). É o segundo maior sistema metropolitano, em extensão dos Estados Unidos, logo depois do metrô de Nova York, e é o terceiro mais movimentado dos Estados Unidos, depois do metrô de Nova York e do  metrô de Washington; além de ser um dos quatro sistemas de metropolitano a funcionar 24 horas, em algumas de seus trajetos. O metropolitano de Chicago iniciou suas operações em 1892, tornando-se o segundo mais antigo sistema de trem metropolitano dos Estados Unidos. O 'L' foi creditado com ajudando a criar o núcleo da cidade densamente edificada, que é uma das características distintivas de Chicago. Embora o 'L' ganhasse seu apelido por causa de grandes partes do sistema estarem em elevados, partes da rede encontram-se ao nível do solo e em túneis. Em média, 703.326 pessoas embarcam no 'L' a cada dia da semana, 447.605 cada sábado, e 326.956 a cada domingo.

## Rede
| Linha          | Cor      | Trajecto                           | Inauguração | Número de estações |
| -------------- | -------- | ---------------------------------- | ----------- | ------------------ |
| linha Verde    | Verde    | Ashland/63 ↔ Harlem/Lake East 63rd | 1892        | 29                 |
| linha Azul     | Azul     | Forest Park ↔ O'Hare               | 1895        | 44                 |
| linha Castanha | Castanho | Clark/Lake ↔ Kimball               | 1907        | 19                 |
| linha Roxa     | Roxo     | Linden ↔ Howard                    | 1908        | 9                  |
| linha Amarela  | Amarelo  | Howard ↔ Dempster/Skokie           | 1925        | 2                  |
| linha Laranja  | Laranja  | Adams/Wabash ↔ Midway              | 1993        | 17                 |
| linha Vermelha | Vermelho | Howard ↔ 95/Dan Ryan               | 1993        | 37                 |
| linha Rosa     | Rosa     | 54/Cermak ↔ Adams/Wabash           | 2005        | 22                 |